# Inu mo kuwane do Charlie wa warau
Inu mo kuwane do Charlie wa warau (犬も食わねどチャーリーは笑う?) è un film giapponese del 2022, scritto e diretto da Masahide Ichii.

## Trama
Yujiro Tamura è un impiegato soddisfatto di ciò che ha raggiunto: è infatti sposato da quattro anni con la bella Hiyori, e all'apparenza non sembra esserci nessun problema nella sua vita. Tutto inizia però a cambiare quando casualmente, mediante alcuni colleghi, scopre l'esistenza del forum Husband Death Note, in cui sua moglie si mostra del tutto insoddisfatta di lui, parlandone male in continuazione. Yujiro è così determinato a scoprire il perché del comportamento della moglie.

## Distribuzione
In Giappone la pellicola è stata distribuita dalla Kino Films, a partire dal 23 settembre 2022.